# Willy Sulzbacher
Willy Sulzbacher (* 7. August 1876 in Saint-Cloud, Frankreich; † 15. August 1908 in Paris, Frankreich) war ein französischer Fechter.

## Biografie
Willy Sulzbacher nahm bei den Olympischen Sommerspielen 1900 in Paris im Degenfechten teil, wo bereits in der ersten Runde ausschied.
Sulzbacher war von Oktober 1900 bis Januar 1903 Herausgeber des Fechtmagazins L’éscrime française und schrieb anschließend bis kurz vor seinem Tod über das Fechten im Magazin Revue Illustrée. Im Jahr 1908 beging Sulzbacher Suizid, indem er sich selbst erschoss.